# Caméléon (comics)
Pour les articles homonymes, voir Caméléon (homonymie).
Dmitri Smerdiakov, alias le Caméléon (« The Chameleon » en VO) est un super-vilain évoluant dans l'univers Marvel de la maison d'édition Marvel Comics. Créé par le scénariste Stan Lee et le dessinateur Steve Ditko, le personnage de fiction apparaît pour la première fois dans le comic book The Amazing Spider-Man #1 en mars 1963.
C'est le premier super-vilain auquel fait face Spider-Man.

## Biographie du personnage

### Origines
Dmitri Smerdiakov est le demi-frère de Sergueï Kravinov, alias Kraven le chasseur. Dans sa jeunesse, il est fasciné par la force de Kraven et a toujours voulu montrer qu'il pouvait être plus fort que lui.
Lors de sa première rencontre avec Spider-Man, il prouve qu'il peut facilement le tromper, se faisant passer pour lui devant des policiers. Ceux-ci veulent d'abord arrêter le héros, mais Spider-Man leur prouve, quand il arrache un morceau de l'uniforme d'un policier, que le Caméléon s'est alors transformé en gardien de la paix.

### Parcours
Depuis, le Caméléon a souvent joué des tours à Spider-Man, dont un coup macabre où, aidé par le Vautour, il fait croire à Peter Parker que ses parents sont encore vivants. Quand Peter apprend la vérité, le Caméléon trouve refuge au manoir où Kraven s’est suicidé. Fou de rage, Parker le bat à la limite de la mort, ignorant les cris de douleur de sa victime, pour finalement le laisser dans un état comateux.
Smerdyakov est interné à l'institut Ravencroft mais réussit à s’échapper. Il adopte l’identité secrète de Spider-Man, Peter Parker, comprenant que celui-ci était Spider-Man. Mais il est démasqué par Mary-Jane Watson qui connaît trop bien son mari pour être ainsi dupée et, avec une batte de baseball, elle le frappe violemment.
Fuyant, il est abattu par son neveu, Alyosha Kravinoff, qui avait repris l’identité de Kraven de son père, au prétexte qu’il ne pouvait y avoir qu’un seul authentique Kravinoff dans le monde. Une nouvelle fois, le Caméléon survit tout juste.
Plus tard, il s’arrange pour rencontrer Spider-Man au sommet du pont de Brooklyn, le lieu de la mort de Gwen Stacy, souhaitant faire amende honorable de ses crimes passés. Là, il tente de se suicider en sautant dans le vide. Interné de nouveau à l’institut Ravencroft, sa psychose se développe au point qu’il en vient à se prendre pour Sergeï Kravinoff ; il tente une nouvelle fois de tuer Spider-Man ainsi que Alyosha, mais est vaincu par leur alliance et interné de nouveau.
Quelque temps après, il est libéré et intègre les Sinister Twelve organisés par le Bouffon vert ; échappant à l’attaque des héros venus porter secours à Spider-Man, le Caméléon se fait discret jusqu’à la révélation publique de sa vraie identité par Spider-Man, peu après l’adoption du texte de loi « Superhuman Registration Act » (SRA).
Smerdyakov réunit alors plusieurs anciens ennemis du Tisseur, parfois par la force, dans l'équipe des Exterminateurs pour tenter une nouvelle fois d’éliminer son ennemi. Avec Electro, l'Épouvantail, l’Essaim (en) (Swarm), Feu-follet (Will o' the Wisp) et l’Homme de métal, il attaque Spider-Man et prend en otage la famille Osborn, menaçant même May Parker. Mais, alors que le Tisseur vient à bout des Exterminateurs, le Caméléon est humilié par May Parker elle-même, qui ne fut pas dupe quand le Caméléon tenta de se faire passer pour son neveu. 
Après l'histoire One More Day, le mariage de Peter et Mary-Jane ne fait plus partie de la continuité Marvel et l'identité de Spider-Man est effacée de la mémoire collective. Les répercussions de One More Day sur l'existence du Caméléon sont encore inconnues.

## Pouvoirs et capacités
Dmitri Smerdiakov est un espion et un maître du déguisement. Il utilise des masques en latex et imite la voix de chaque personne pour qui il se fait passer.
Il détient à sa ceinture un mini-ordinateur qui peut copier un nombre infini de portraits. 

## Apparition dans d'autres médias

### Cinéma
Interprété par Numan Acar dans l'univers cinématographique Marvel
2019 : Spider-Man: Far From Home, réalisé par Jon Watts. Toutefois, il n'apparaît pas sous les traits du Caméléon dans le film, mais il travaille pour Mystério.
Interprété par Fred Hechinger dans le Sony's Spider-Man Universe
2024 : Kraven le Chasseur, réalisé par J. C. Chandor.

### Télévision
- 2008-2009 : Spectacular Spider-Man, avec la voix de Steven Blum. (série d'animation)

## Autour du personnage
Le nom de Dmitri Smerdiakov dérive des deux personnages, Dmitri et Smerdiakov du roman Les Frères Karamazov de Fiodor Dostoïevski[réf. nécessaire].